# Yvonne Kidjo
Yvonne Kidjo née le 30 mai 1927 et morte le 26 juin 2021 est une comédienne, chorégraphe, metteure en scène et directrice de troupe de théâtre béninoise connue pour avoir créé la troupe théâtrale et folklorique du Bénin et avoir initié la participation des femmes au théâtre béninois. Sa fille Angélique Kidjo est une chanteuse célèbre. 

## Biographie

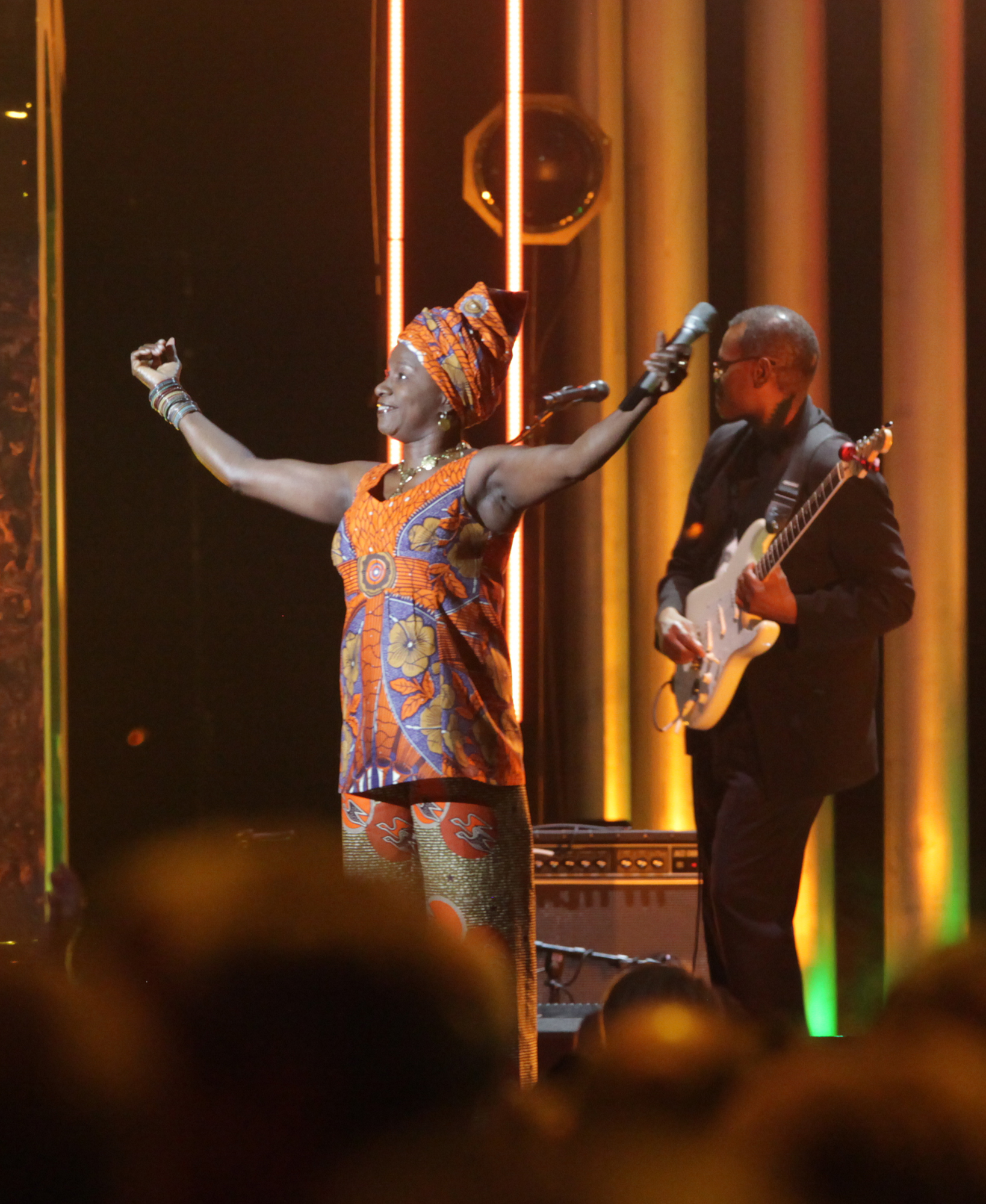
Angélique Kidjo, la fille d'Yvonne Kidjo chantant au concert du Prix Nobel en 2011.Nobel Peace Prize Concert 2011 Angélique Kidjo Harry Wad

Yvonne Kidjo nait le 30 mai 1927 dans une famille yoruba. Elle fréquente l’École normale William-Ponty au Sénégal,. Elle épouse un receveur des postes, Franck Kidjo, un Fon de Ouidah, et Angélique Kidjo, la septième de leurs dix enfants nait à Ouidah, le 14 juillet 1960,. 

### Carrière dans le théâtre
Il existait déjà une longue tradition de pratiques du théâtre au Bénin, avec par exemple le théâtre « pontin » qui était actif dans les années 1930 et était administré par des élèves dahoméens de l’École normale William-Ponty. Puis à l'indépendance du Dahomey, l'art dramatique prend un nouvel essor. Yvonne Kidjo est influencée par l'Ensemble national folklorique du Dahomey qui est dirigé par Flavien Campbell qui est la première troupe africaine à remporter le Challenge du Théâtre des Nations à Paris,.
En 1972 Yvonne Kidjo crée la troupe théâtrale et folklorique du Bénin dans le sillage de l'indépendance du Bénin et de la fondation de la République du Dahomey avec l'intention de « montrer les richesses du folklore et de la tradition dahoméenne ».
Yvonne Kidjo ouvre la voie de la participation des femmes béninoise au théâtre béninois, elle est une des premières comédiennes francophones du Bénin. Elle est également la première femme dirigeante d'une troupe artistique au Bénin,. D'autres femmes s'affirment par la suite : Grace Dotou-Aboh et Marcelline Aboh, qui créent la première troupe de théâtre Qui dit mieux ? constituée uniquement de femmes en 1992 à Cotonou, puis Reine Oussou qui est la première autrice dramaturge du Bénin.
Elle participe à l'album de sa fille intitulé EVE sorti en 2013 et honorant la mémoire des femmes africaines et béninoises,.
Yvonne Kidjo meurt le 26 juin 2021 à l'âge de 94 ans. Son fils Alfred Kidjo annonce son décès sur les réseaux sociaux.